# ふぁのシャープ
ふぁのシャープは、プロダクション人力舎に所属する日本の男女お笑いコンビ。

## メンバー
- わたなべオーケストラ（1989年1月26日（36歳） - ）
  - 福島県双葉郡双葉町出身。福島県立磐城高等学校卒業[1]、明治大学中退[2]。
  - 本名、渡邉 沙織（わたなべ さおり）。身長153cm、血液型AB型[2]。
  - 趣味：吹奏楽、カラオケ、ゲーム（バンドリ! ガールズバンドパーティ!）[2]
  - トランペット、オーボエなど色々な楽器の演奏が特技[2]。小学生時代からブラスバンド部で活動[3]中学生時代から吹奏楽部所属で吹奏楽コンクール全国大会へ出場、金賞を受賞した経験を持つ[4]。大学生時代も吹奏楽部で活動[5]。しかしお笑いを始めてから一時期楽器を完全に辞めており、楽器を再び始めた際にはそのブランクを取り戻すためアマチュア楽団「テットウインドオーケストラ」にも入団[6]、本人曰く「ガチの演奏会」でも活動している[7]。
  - 大学生時代の吹奏楽部は、演奏以外に応援団としても活動するような部で、わたなべ自身はこれがすごく楽しく、盛り上げて喜んでもらえるのが最高だと思ったことが、芸人になるきっかけとなったという[5]。圧倒的に単位が足りなかったために大学は中退し、金銭を溜めてそれから1年後にスクールJCAに入学[5]。
  - スクールJCA21期（2012年入学）出身で、かつては同期のゆめちゃんとのコンビ「デンキスタンド」を組んでいた[8]が2016年5月末で解散[9]。JCA入学以来4年間は楽器に触れていなかったが、改めて自分の特技である楽器を活かすためとして、楽器芸人となるべく芸名をわたなべオーケストラへ改名[5]、現在のコンビ結成まではピン芸人で活動[10]。
  - 女芸人No.1決定戦 THE Wには、さきぽん・五十嵐文香とのトリオ「ドミソドーターズ」を組んで出場した他、2020年（第4回）ではデンキスタンド時代の元相方のゆめちゃんと「元デンキスタンド」というコンビ名でこの時だけ“再結成”した[11]。
  - 福島第一原子力発電所事故の影響で避難指示区域内にあった実家は、腐敗が進んだことにより2019年に解体された[12]。

- かわいタクト（1988年12月1日（36歳） - ）
  - 群馬県伊勢崎市出身[2]。
  - 本名、河井 敏辰（かわい としたつ）。身長170cm、血液型：O型[2]。
  - 趣味は指揮棒集め、長距離散歩。特技は三枚おろし、指笛[2]。
  - 学生時代は野球部、陸上部でスポーツをやっており、元々音楽は全くやっていなかった[5]。
  - 大学生時代は落語研究会に所属し、お笑いの楽しさやウケる喜びを知ったことが芸人になるきっかけと話す[5]。
  - スクールJCA23期（2014年入学）として入学するも、1年留年の末に24期生として卒業。かつては元銀行員同士で[5]「虹色カルトン」というコンビを組むも[13]、2018年に解散。
  - 芸人となる以前は地元・群馬県内の信用金庫に勤務[14]。就職した後も「3年経ってもお笑いをやりたいという気持ちが消えてなかったら、そのときこそ芸人を目指そう」と決めていたという[5]。その3年経ったころに転勤の話が出て、悩んだ結果、このタイミングで退職することを決断し、本格的に芸人の道に進む[5]。その後正社員、アルバイトなど15種類以上の職種へ就いてきた[15]。本人曰く、元々は音楽にはあまり縁の無い人生だった[3]。
  - 既婚者であり、子供がいる[15]。

## 概説
虹色カルトンを解散したかわいが、デンキスタンド解散後にピン芸人として活動していたわたなべを五十嵐文香（かわいの留年以後の同期生）から紹介される形で、2018年8月に結成。スクールJCAではわたなべの方がかわいより3期先輩。この時はわたなべがあまりウケ具合などの評判が事務所内でも良くなかったことから、かわいは少しためらったという。
わたなべが「私、オーボエ持つのが絶対だから」と伝えたことで、かわいが「指揮者」となり、「楽器芸人」として、「指揮者とオーボエ奏者のコンビ」を名乗っている。
スクールJCA、人力舎を目指した理由として、二人ともアンタッチャブルが好きということが共通している。
コンビ名の由来は、「ファのシャープ」がわたなべの一番好きな音であり、有名な曲の最初というのが多い音であることから。
タキシード、ドレスで正装をして「はっはっはっは」と声を上げながら舞台入り、かわいが2人の自己紹介をした後にわたなべが指揮に合わせてオーボエでバッハ作曲の『主よ、人の望みの喜びよ』の最後の部分を演奏してからネタに入るというのが定番の流れ。ネタ中にも音楽用語を多用し、フォルテシモ・ピアニシモ・ダルセーニョ・四分音符などの音楽用語を取り入れている他、ライブのことを「演奏会」、ショートコントのことは「ショートコンチェルト」と称している。そしてネタの終わりには「もう、フィーネ!」「感謝フォルテッシモ!」とシメている。ネタは、やりたいボケを考えてから曲を探し、その曲がオーボエで演奏しても伝わるか確認しながらという流れで作っているという。ただ、やる曲が決まっても著作権の関係でテレビなどでは簡単に使えないという壁があるという。
コンビ結成当初は「演奏者と一般人」としてネタを披露していたが全然ウケず、かわいを指揮者にしてみたらという話になって、ちょうどその時にアンタッチャブルの柴田英嗣が事務所にネタを見に来てくれることになったので、そこで初めて「演奏者と指揮者」としてネタを演じたところ、柴田が褒めてくれたことで、以後もこのネタのスタイルを続けている。

## 出演

### テレビ
- PON!（日本テレビ）- わたなべのみ、デンキスタンド時代の出演[19]。
- ナマイキ!あらびき団（TBSチャンネル）- わたなべのみ、デンキスタンド時代の出演[19]。
- 勇者ああああ（テレビ東京）- 2019年6月7日「新ゲーム芸人公開オーディション」
- じゃじゃじゃじゃ〜ン!（フジテレビ）- 2019年9月28日
- ワンピースバラエティ 海賊王におれはなるTV（フジテレビ）- 2020年10月24日[20]
- ネタパレ（フジテレビ）- 2020年11月6日「バーチャルニュースターパレード」コーナー出演[21]
- おじさん爆弾（テレ朝チャンネル）- 2020年12月23日「お笑い第8世代を探せ!O-1グランプリ2020」出演[22]
- 中居正広の金曜日のスマイルたちへ（TBSテレビ）- 2020年12月25日[23]
- 白黒アンジャッシュ（千葉テレビ放送）- 2020年12月22日・29日「白黒-1グランプリ」決勝出場[24]
- ザ・ベストワン（TBSテレビ）- 2021年3月28日「ベストワンミニッツ」出演[25]
- 知らなくて委員会（北海道放送）- 2022年7月27日[26]
- さよならマエストロ〜父と私のアパッシオナート〜（TBS・日曜劇場）- わたなべオーケストラが 佐藤さくら 役で出演[27][28]

### ラジオ
- マイナビ Laughter Night（TBSラジオ）- 2021年3月6日（初オンエア）[29]